# 8060 Anius
8060 Anius eller 1973 SD1 är en trojansk asteroid i Jupiters lagrangepunkt L4. Den upptäcktes 19 september 1973 av den nederländsk-amerikanske astronomen Tom Gehrels och det nederländska astronomparet Ingrid van Houten-Groeneveld och Cornelis Johannes van Houten vid Palomar-observatoriet. Den är uppkallad efter Anius i den grekiska mytologin.
Asteroiden har en diameter på ungefär 38 kilometer.